# Chamadelle
Chamadelle – miejscowość i gmina we Francji, w regionie Nowa Akwitania, w departamencie Żyronda.
Według danych na rok 1990 gminę zamieszkiwały 562 osoby, a gęstość zaludnienia wynosiła 37 osób/km² (wśród 2290 gmin Akwitanii Chamadelle plasuje się na 668. miejscu pod względem liczby ludności, natomiast pod względem powierzchni na miejscu 748.).